# 松本亨
松本 亨（まつもと とおる、1983年8月12日 - ）は、日本の音楽家。広島県廿日市市出身。血液型はAB型。

## 略歴
解散したアンダーグラウンドバンド、Psysalia Psysalis Psycheのリーダー、作詞/作曲を担当。現在はtoru matsumoto名義でソロ活動、多方面へ楽曲提供などする傍ら、バンドTRMTRMを主宰。水江未来と共に制作した『AND AND』はアニフェスト国際アニメーション映画祭2012（チェコ）でミュージック・ビデオ部門の最優秀作品賞を受賞。

## 作品
- 2004年
  - 内田紫穏/上條展弘と共に、Psysalia Psysalis Psycheをスタートさせ2012年までにシングル7枚、ミニアルバム1枚、アルバム2枚を発表
- 2010年
  - 映像作家アレッサンドロ・ティネリ、音楽家ダニエル・カルマシーノらと共に、パリ・コレクションにてDAMIR DOMA – WMNS AW 2010/2011年 コレクション音楽の担当
- 2011年
  - 東信映像作品『Drop Time』の音楽を担当
- 2012年
  - アルファロメオ『Giulietta』のイメージビデオ音楽制作
  - 水江未来とコラボレート、ソロ作「And And」
  - 5月　浅井信好ソロ舞台『Couo de Folie』の舞台音楽担当
  - 12月　『Couo de Folie』オリジナルサウンドトラックリリース
- 2013年
  - 5月　東信エキシビション『siki × Naturopolis-Tokyo』に参加
  - 6月　徳永雄紀、コンテンポラリー・ダンス楽曲提供、及びライブパフォーマンス
  - 8月　志度ゆうりエキシビション『ユートピア式時間保存キット』にintiki名義で楽曲提供
  - 8月　NTsKi デビューシングル『chome chome』楽曲提供
  - 12月　高橋栄一によるポートフォリオ映画「opus.01」の音楽担当
- 2014年
  - 6月　TRMTRM を結成、Littleize recordと契約
  - 9月　『TRMTRM EP』をリリース
- 2015年
  - 1月　東信エキシビション『ICED FLOWERS』にてインスタレーションライブパフォーマンス
  - 2月　中国の映像作家、WU Xiangによるエキシビジョン映像の音楽制作
  - 3月　Ucary and the Valentine『Ucary and the Valentine EP』ミキシング/編曲担当
  - 5月　Chinese Visual Festivalに音楽担当として映像作家WU Xiangとの共作品上映
  - 10月 高橋栄一による映画「opus.02」の音楽担当
- 2017年
  - 2月　ソロ作「Music For Film& Others」デジタルリ リース
  - 10月　フレグランスブランド「TOBALI」CM音楽担当